# Bombus incognitus
Bombus incognitus är en föreslagen ny humleart som har upptäckts efter en undersökning under juli 2017 i Klippiga bergen i Colorado, USA av en grupp forskare från Uppsala universitet i Sverige samt USA, Irland och Storbritannien. Humlan är till förväxling lik den nära släktingen Bombus sylvicola och kan endast skiljas från denna genom DNA-analys.
Då emellertid arten inte har publicerats under International Commission on Zoological Nomenclature:s (ICZN) regler, det saknas både någon holotyp och någon formenlig beskrivning, är den fortfarande (2022) inte godkänd som art, och listas inte heller av Integrated Taxonomic Information System (ITIS).

## Beskrivning
Alla de insamlade exemplaren av humlan bestämdes initialt som Bombus sylvicola, inga yttre skillnader kunde konstateras. Statistiskt sett verkar den föreslagna arten, Bombus incognitus, dock att ha en något större kroppsstorlek. Beskrivningen nedan är därför densamma som för Bombus sylvicola.
Humlan, som har en medellång tunga, är övervägande gulpälsad med en svart fläck på mellankroppen mellan vingfästena. De två första och de två näst sista segmenten på bakkroppen är gula, och bakkroppsspetsen är svart. För bakkroppssegment 3 och 4 finns det två färgvarieteter: En där vanligtvis dessa segment är svarta med få eller inga gula hår, och en som har segmenten orangeröda. Honorna har dessutom svart ansikte, till skillnad från hanarna som har gult..      

## Utbredning
Fynden har hittills bara studerats i Klippiga bergen, varför det inte går att fastställa vid nuvarande tidpunkt (sommaren 2021) om den finns i övriga USA, inte heller hur stor del av de arter som hittills identifierats som Bombus sylvicola som i verkligheten hör till den nya arten.

## Ekologi
Några nämnvärda ekologiska data har inte kunnat samlas in för detta taxon. Vid undersökningarna 2017 visade emellertid Bombus incognitus en tendens att förekomma på högre höjder än höghöjdsarten Bombus sylvicola.